# 12 Uhr nachts – Midnight Express
12 Uhr nachts – Midnight Express (Originaltitel: Midnight Express) ist ein US-amerikanisch-britisches Filmdrama von Alan Parker aus dem Jahr 1978. Die Handlung beruht auf dem Buch Midnight Express von Billy Hayes aus dem Jahr 1977.

## Handlung
In dem Film wird die fiktionalisierte Geschichte des real existierenden amerikanischen Studenten Billy Hayes erzählt, der versuchte, Haschisch aus der Türkei zu schmuggeln.
Hayes wird im Jahr 1970 auf dem Flughafen von Istanbul verhaftet und – nach der Berufung – im Jahr 1974 zu 30 Jahren Haft verurteilt. Im Gefängnis wird er misshandelt.
Billy will gemeinsam mit den Mitgefangenen Max und Jimmy fliehen, aber der Plan wird verraten. Max will den Informanten Rıfkı töten, doch Billy überredet ihn, stattdessen das versteckte Geld von Rıfkı zu stehlen. Rıfkı rächt sich, indem er Max dem Verdacht aussetzt, im Gefängnis mit Drogen zu handeln. Max wird dafür gefoltert, woraufhin Billy Rıfkı tötet und in die Nervenheilanstalt des Gefängnisses eingeliefert wird.
Im Jahr 1975 erhält Billy von seiner Freundin Susan ein Fotoalbum mit verstecktem Geld. Er will damit den Oberaufseher Hamidou bestechen, der ihm jedoch Vergewaltigung androht. Billy tötet ihn und flieht in der Uniform des getöteten Wächters. Nach drei Tagen überquert er die griechische Grenze.

## Titel
„Mitternachtsexpress“ steht im Film für eine Flucht aus dem Gefängnis. Im ursprünglichen Drehbuch erzählt der erfahrene Insasse Max, aus dem Gefängnis würde einen kein Anwalt rausbringen, nur der „Mitternachtsexpress“, also die Flucht. Der Begriff wird nie weiter erläutert, aber als Synonym für eine mögliche Flucht gebraucht. In der deutschen Synchronisation findet folgender Dialog statt:
Max: „Das beste was Du tun kannst ist, Deinen Arsch hier rauszukriegen … auf die bestmögliche Art …“
Billy: „Ja, aber wie?“
Max: „Nimm den Mitternachtsexpress.“
Billy: „Was ist das?“
Max: „Das ist kein Zug, das ist ’n Knastwort für Flucht. Aber hier bei uns hält der nicht.“
Der deutsche Nebentitel „12 Uhr nachts“ ergibt in diesem Zusammenhang keinen Sinn.

## Kritiken
- In der Zeitschrift TIME wurde der Film in der Ausgabe vom 16. Oktober 1978 als „abstoßender sadomasochistischer Trip“ mit „starken homosexuellen Untertönen“ bezeichnet. Es wurde der Einfluss von Sam Peckinpah vermutet, dem unnötige Gewalt in seinen Filmen vorgeworfen wurde. Der Hauptdarsteller Brad Davis wurde als eine „perfekte Imitation“ von James Dean bezeichnet; er könne in „gewissen Kreisen“ Kultstatus erlangen. Die Inszenierung des Films wurde gelobt („wonderfully executed“).[2]
- In der Zeitschrift Variety wurde die Besetzung der Rollen gelobt, die Regie und die Filmproduzenten. Kritisiert wurde das „moralisierende“ Drehbuch, das aus der Sicht der angelsächsischen Kultur geschrieben worden sei.[3]
- Der Film wurde im Lexikon des internationalen Films als „abschreckend“ bezeichnet, man warf ihm „gelegentliche rassistische Untertöne“ vor.[4]
- Die Redaktion von Prisma-online.de schrieb, der Film sei eine „detaillierte Studie von Sadismus und Persönlichkeitsverfall“. Sie lobte die „beeindruckend beklemmenden Bilder“, aber kritisierte einige „Unglaubwürdigkeiten“.[5]

## Auszeichnungen
Der Film erhielt 1979 zwei Oscars, nämlich Oliver Stone für das beste adaptierte Drehbuch und Giorgio Moroder für die beste Filmmusik. Für den Oscar nominiert wurden John Hurt als bester Nebendarsteller, Alan Parker für die beste Regie, Gerry Hambling für den besten Schnitt sowie Alan Marshall und David Puttnam als Filmproduzenten.
Im selben Jahr gewann der Film den Golden Globe Award in den Kategorien bester Film – Drama, bester Nebendarsteller (John Hurt), Nachwuchsdarsteller und -darstellerin (Brad Davis und Irene Miracle), bestes Filmdrehbuch (Oliver Stone) und beste Filmmusik (Giorgio Moroder). Weitere Nominierungen erfolgten in den Kategorien beste Regie (Alan Parker) und bester Hauptdarsteller – Drama (Brad Davis).
Alan Parker, John Hurt und Gerry Hambling gewannen 1979 den British Academy Film Award (BAFTA Award). Brad Davis und der Film als bester Film wurden nominiert.
Alan Parker wurde 1978 für die Goldene Palme und 1979 für den Preis der Directors Guild of America nominiert. Oliver Stone gewann 1979 die Auszeichnung der Writers Guild of America, Giorgio Moroder 1978 den Los Angeles Film Critics Association Award und Brad Davis 1979 den Kansas City Film Critics Circle Award.
Im Jahr 1993 erhielt der Film den Spezialpreis der Political Film Society.

## Synchronisation
Die Produktion erfolgte bei der Berliner Synchron nach einem Dialogbuch von Arne Elsholtz und unter der Regie von Joachim Kunzendorf.
| Rolle       | Schauspieler    | Sprecher          |
| ----------- | --------------- | ----------------- |
| Ahmet       | Peter Jeffrey   | Wolfgang Völz     |
| Billy Hayes | Brad Davis      | Tommi Piper       |
| Erich       | Norbert Weisser | Wolfgang Condrus  |
| Jimmy Booth | Randy Quaid     | Norbert Gescher   |
| Max         | John Hurt       | Andreas Mannkopff |
| Mr. Hayes   | Mike Kellin     | Heinz Petruo      |
| Susan       | Irene Miracle   | Joseline Gassen   |
| Tex         | Bo Hopkins      | Dieter B. Gerlach |

## Produktion und Einspielergebnis
Die Dreharbeiten fanden in der Türkei, in Griechenland und auf Malta statt. Die Produktionskosten betrugen schätzungsweise 2,3 Millionen US-Dollar, das Einspielergebnis in den US-Kinos 35 Millionen US-Dollar.

## Rezeption
Die Aufführung des Filmes wurde in der Türkei gleich nach Veröffentlichung 1978 verboten. Erst am 6. April 1993 wurde er im Privatsender HBB ausgestrahlt. Die türkische Regierung sah den Film als schädlich für das Image der Türkei und ihrer Einwohner an, weshalb das Außenministerium 1978 über nichtöffentliche Kanäle versuchte, die Aufführung des Filmes als Ganzes oder in Teilen in anderen Ländern zu verhindern. So wurde der Film in Israel nicht gezeigt, weil es ein befreundetes Land verunglimpfe.
Der Regisseur Alan Parker verteidigte den Film in einem Interview mit dem London Observer vom 30. Mai 1982: „I was shocked when people said it was anti-Turk. We hadn’t meant it to be racist. We thought we were making a film about injustice“. („Ich war schockiert, als es hieß, der Film sei antitürkisch. Wir hatten nicht beabsichtigt, einen rassistischen Film zu machen. Wir dachten, wir drehen einen Film über Unrecht“.)
Billy Hayes, dessen reale Geschichte die Vorlage für den Film geliefert hatte, kritisierte 1999 in einem Interview Oliver Stone und den Film dafür, dass ausnahmslos alle Türken negativ dargestellt wurden. Auch seinen Gefängnisaufenthalt habe er positiver gesehen als im Film dargestellt. Hayes befürchtete, das negative Bild der rückständigen und rechtlosen Türkei beruhe womöglich auf dem Film.
Im Dezember 2004 besuchte Drehbuchautor Oliver Stone die Türkei zum ersten Mal seit der Veröffentlichung des Filmes und entschuldigte sich beim türkischen Volk für seine Darstellung der Zustände in türkischen Gefängnissen, die er nach eigenen Aussagen „überdramatisierte“ (over-dramatised).
Der deutsch-türkische Regisseur und Drehbuchautor Fatih Akın bediente sich in seinem Film Im Juli an Elementen aus Midnight Express. In seinem Film landen die Hauptfiguren ebenfalls in einem türkischen Gefängnis, werden dort aber mit Respekt und Anstand behandelt. Akın verstand dies auch als Gegenbild zu dem, was Midnight Express vermittelt: „Ich wollte diese Elemente auch ein bisschen durch den Kakao ziehen. Da steckt sehr viel Ironie in dieser ganzen Knastsituation.“